# 밀크씨슬
밀크씨슬(milk thistle), 또는 흰무늬엉겅퀴(학명: Silybum marianum)는 엉겅퀴류의 한 종이다. 국화과에 속하며, 한해살이 식물 또는 두해살이 식물로 분류된다. 전형적인 엉겅퀴의 특징인 붉은색에서 보라색 계열의 꽃과, 하얀 잎맥이 있는 반짝이는 옅은 녹색 잎이 있다. 남유럽과 아시아가 원산지이나 현재 전 세계에서 발견된다.

## 묘사

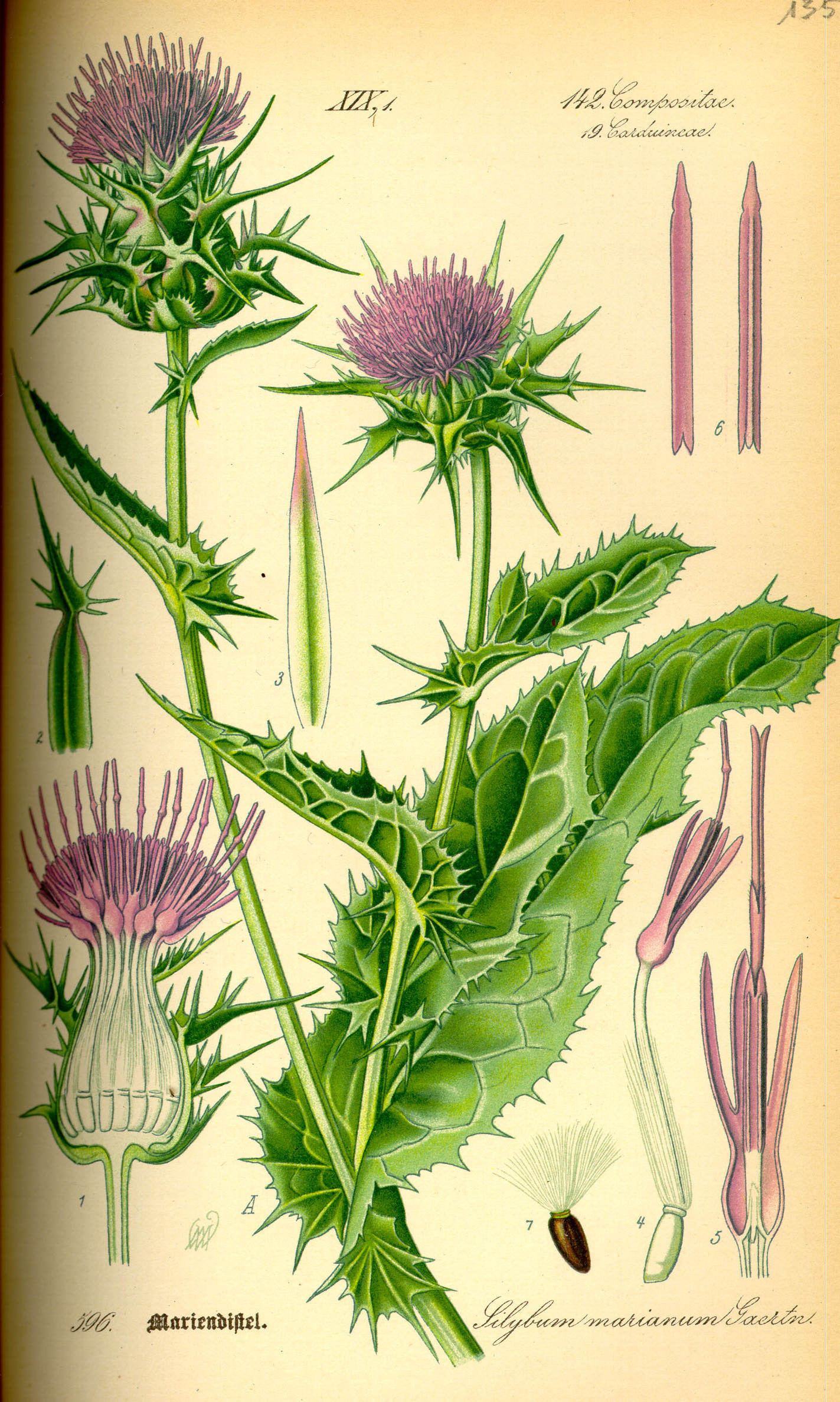
그림

밀크씨슬은 직립형 초본으로 키가 30 ~ 200cm까지 자랄 수 있고, 전체적으로 원뿔 모양을 하고 있다. 뿌리가 퍼져나가는 영역은 최대 160cm이다. 줄기는 홈이 파여 있고 가벼운 솜털로 덮여 있곤 하다. 현재까지 수집된 가장 큰 표본은 줄기의 속이 비어있었다.
잎은 길게 늘린 직사각형 형태로, 15에서 60cm 길이의 우상 잎인데 다른 엉겅퀴들과 마찬가지로 테두리에 가시가 돋아있다. 솜털은 없으며, 우윳빛 잎맥이 있는 반짝이는 녹색 잎이다.
꽃차례는 길이가 4~12cm이고 폭이 넓으며, 빨강-보라색이다. 꽃차례는 북반구에서는 6~8월에, 남반구에서는 12~2월에 핀다. 꽃차례는 털이 없는 포엽으로 둘러싸여 있으며, 삼각형의 가시가 나 있다.
열매는 긴 흰색 깃털이 달린 검은색 수과로, 노란 고리모양의 띠가 바닥에 그려져있는 것이 특징이다. 깃털은 민들레와 마찬가지로 낙하산의 역할을 하여 바람에 날려 멀리 흩뿌려질 수 있게끔 한다.

## 분포
지중해 전역에 분포하며 유럽, 중앙아시아, 인도에서도 흔하게 찾아볼 수 있다. 아프리카에서는 에티오피아에서도 보고된 바 있다. 북아메리카, 태평양 군도, 콜롬비아 등에서도 외래종으로서 유입되었다.
볕이 들고 따뜻한 초원에서 자라는데, 잡석들 사이에서도 자랄 수 있다. 건물의 외벽이나 연석 사이, 보도블럭 사이 등에서도 자주 관찰되나 건조하고 돌이 많은 환경을 선호하는 것은 아니다. 화마가 훑고 지나간 지역에서도 관찰되는데 생태계 복원에 역할을 하는 것으로 여겨진다.

## 화학

Silibinin

시중에서 유통되는 밀크씨슬 추출물은 씨앗에서 추출한 것이다. 씨앗은 65~80%의 실리마린, 20~35%의 지방산(리놀레산 등)으로 구성되어있다. 실리마린은 폴리페놀계 화합물로, 일곱 종류의 플라보노리그난과 한 종류의 플라보노이드를 가지고 있다. 특히 이들 중 실리비닌은 간장약으로 사용된다.